# Francisco Sosa Escalante
Francisco Sosa Escalante (* 2. April 1848 in Campeche; † 9. Februar 1925 in Coyoacán) war ein mexikanischer Autor, Poet, Journalist, Historiker, Biograph, Abgeordneter und von 1909 bis 1912 Direktor der mexikanischen Nationalbibliothek. Er war unter anderem Mitglied der Academia Mexicana de la Lengua und der Sociedad Mexicana de Geografía y Estadística.

## Leben
Sosa studierte Philosophie und Rechtswissenschaft in Mérida und begann 1864 in der Hauptstadt Yucatáns seine erste journalistische Tätigkeit für La Esperanza.
In den 1870er Jahren gründete er die Revista de Mérida und gemeinsam mit Vicente Riva Palacio die Zeitung El Radical. Seine kritischen Texte gegen die Regierung von Sebastián Lerdo de Tejada, der von 1872 bis 1876 Präsident von Mexiko war, brachten ihm eine Haftstrafe im Gefängnis von San Juan de Ulúa ein. Nach seiner Entlassung ließ er sich in Coyoacán bei Mexiko-Stadt nieder, wo er fortan seinen Lebensmittelpunkt unterhielt. Dort bewohnte er mehr als vierzig Jahre ein Haus an der Calle Santa Catarina, die heute nach ihm benannt ist.
Zu seinen historisch bedeutsamen Werken gehören Bücher wie El episcopado mexicano (1871, dt. Das mexikanische Episkopat), Biografías de mexicanos distinguidos (1884, dt. Biografien aufstrebender Mexikaner), Los contemporáneos (1888, dt. Die Zeitgenossen), Bosquejo histórico de Coyoacán (1890, dt. Historischer Abriss von Coyoacán) und Las estatuas de la Reforma (1890, dt. Die Denkmäler der Reforma). Das letztgenannte Buch beschreibt die bedeutendsten Persönlichkeiten der mexikanischen Geschichte, die auf dem Prachtboulevard Paseo de la Reforma der mexikanischen Hauptstadt verewigt sind. Die französische Übersetzung wurde 1900 als historischer und literarischer Beitrag Mexikos bei der Weltausstellung präsentiert.